# Геология Египта
Египет расположен в северной части Африки; также в его состав входит Синайский полуостров, который считается частью Передней Азии. Таким образом, Египет расположен как в Северной Африке, так и в западной части Азии.

## Геология
Территория Египта расположена в северо-восточной части Африканской платформы, в пределах которой выделяются Нубийско-аравийский щит, Ливийско-египетская плита, Северо-синайская складчатая зона (Сирийская дуга), Восточно-средиземноморский перикратонный прогиб и рифтовые впадины Красного моря, Суэцкого залива и залива Акаба.

### Нубийско-аравийский щит
Нубийско-аравийский щит является основным рудоносным районом Египта, в котором сосредоточены месторождения железа, меди, золота, олова, тантала и ниобия, вольфрама, молибдена и др.

### Ливийско-египетская плита
Характеризуется гетерогенным блочным строением, в котором выделяются большие структуры типа синеклиз, линейных впадин, валоподобных поднятий и сводов. Мощность платформенного чехла 8 000-10 000 м.

### Красное море и Суэцкий залив
С рифтовыми впадинами Красного моря и Суэцкого залива, которые сформировались в неоген-четвертичные сутки и выполнены мощной (более 6000 м.) эвапоритовой толщей, где расположены месторождения марганца, свинца, цинка, стронция, соли, гипса и др.